# ماثيو كوكس
ماثيو كوكس (بالإنجليزية: Matthew Cox)، من مواليد 2 مايو 2003، هو لاعب كرة قدم إنجليزي محترف يلعب مركز حارس مرمى في نادي كرولي تاون في الدوري الإنجليزي الدرجة الأولى، على سبيل الإعارة من نادي برينتفورد في الدوري الإنجليزي الممتاز.